# Люмінесцентно-бітумінологічний метод вивчення нафтонасиченості пластів
Метод люмінесцентно-бітумінологічний при бурінні (рос. метод люминесцентно-битуминологический при бурении; англ. fluorimetric and bituminological method in drilling, нім. Lumineszenz-Bitumen-Methode f beim Bohren) — метод кількісного і якісного вивчення нафтонасиченості пластів, який застосовується при бурінні розвідувальних свердловин і поєднує опромінення проб промивної рідини, шламу, ґрунтів ультрафіолетовими променями (які викликають люмінесценцію нафти, колір та інтенсивність якої залежить від складу) і вимірювання оптичної густини хлороформового і петролейно-ефірного екстрактів нафти, виділених із зразків породи.